# 埃尔温·科恩
埃尔温·科恩（德語：Erwin Kohn，1911年12月20日—1994年3月18日），生于巴登，奥地利男子乒乓球运动员。他曾在世界乒乓球锦标赛上获得1枚金牌、1枚银牌和6枚铜牌。他于1938年因自身的犹太血统而移民至英格兰。